# Mistrovství České republiky v orientačním běhu 1996
4. ročník Mistrovství České republiky v orientačním běhu proběhl v roce 1996 ve čtyřech individuálních a dvou týmových disciplínách.

## Nejúspěšnější závodníci
Pořadí závodníků podle získaných medailí (tzv. olympijského hodnocení) všech mistrovských kategorií (D16 – mladší dorostenky, D18 – starší dorostenky, D20 – juniorky, D21 – ženy, H16 – mladší dorostenci, H18 – starší dorostenci, H20 – junioři, H21 – muži) v individuálních disciplínách v roce 1996. Uvedeni jsou závodníci, kteří získali alespoň dvě medaile a zároveň alespoň jednu zlatou medaili.
| Medailové pořadí závodníků na MČR | Medailové pořadí závodníků na MČR | Medailové pořadí závodníků na MČR | Medailové pořadí závodníků na MČR | Medailové pořadí závodníků na MČR |
| Jméno                             | 1. místo                          | 2. místo                          | 3. místo                          | Celkem                            |
| --------------------------------- | --------------------------------- | --------------------------------- | --------------------------------- | --------------------------------- |
| Rudolf Ropek                      | 4                                 |                                   |                                   | 4                                 |
| Radek Ticháček                    | 3                                 |                                   |                                   | 3                                 |
| Iveta Liberdová                   | 2                                 | 1                                 |                                   | 3                                 |
| Luboš Matějů                      | 2                                 | 1                                 |                                   | 3                                 |
| Vendula Klechová                  | 2                                 |                                   | 1                                 | 3                                 |
| Barbora Chudíková                 | 2                                 |                                   | 1                                 | 3                                 |
| Eva Juřeníková                    | 2                                 |                                   |                                   | 2                                 |
| Jana Cieslarová                   | 2                                 |                                   |                                   | 2                                 |
| Kateřina Mikšová                  | 2                                 |                                   |                                   | 2                                 |
| Jiří Kazda                        | 1                                 | 2                                 |                                   | 3                                 |
| Zdeněk Procházka                  | 1                                 | 1                                 |                                   | 2                                 |
| Vladimír Lučan                    | 1                                 | 1                                 |                                   | 2                                 |
| Michal Besta                      | 1                                 |                                   | 2                                 | 3                                 |
| Zbyněk Hora                       | 1                                 |                                   | 1                                 | 2                                 |

## Mistrovství ČR v nočním OB
| Datum závodu   | 20. 4. 1996 |  | Místo konání    | Daskabát • aréna |  | Pořadatel       | SOB Olomouc |
| Ředitel závodu |             |  | Hlavní rozhodčí |                  |  | Stavitelé tratí | Jan Bednář  |
| Název mapy     | Daskabát    |  | Web závodu      |                  |  | Výsledky závodu |             |

| Zkrácené výsledky             | Zkrácené výsledky       | Zkrácené výsledky        | Zkrácené výsledky       | Zkrácené výsledky       | Zkrácené výsledky | Zkrácené výsledky       | Zkrácené výsledky           | Zkrácené výsledky       | Zkrácené výsledky       |
| Pořadí                        | H21 – muži              | H21 – muži               | H21 – muži              | H21 – muži              | Pořadí            | D21 – ženy              | D21 – ženy                  | D21 – ženy              | D21 – ženy              |
| ----------------------------- | ----------------------- | ------------------------ | ----------------------- | ----------------------- | ----------------- | ----------------------- | --------------------------- | ----------------------- | ----------------------- |
| Zlatá medaile                 | Rudolf Ropek            | Dukla Liberec            | 58:09                   |                         | Zlatá medaile     | Iveta Liberdová         | TJ TŽ Třinec                | 52:03                   |                         |
| Stříbrná medaile              | Pavel Košárek           | VSK VŠB TU Ostrava       | 1:01:13                 | +3:04                   | Stříbrná medaile  | Marie Slováková         | OOB TJ Slovan Luhačovice    | 54:46                   | +2:43                   |
| Bronzová medaile              | Petr Utinek             | OK Jiskra Nový Bor       | 1:02:42                 | +4:33                   | Bronzová medaile  | Mária Honzová           | Slezská univerzita Ostrava  | 55:30                   | +3:27                   |
| 4                             | Petr Henych             | OK Jilemnice             | 1:03:15                 | +5:06                   | 4                 | Jana Cieslarová         | Slezská univerzita Ostrava  | 56:44                   | +4:41                   |
| 5                             | Michal Jedlička         | OK Slavia Hradec Králové | 1:04:58                 | +6:49                   | 5                 | Iva Navrátilová         | SKP Hradec Králové          | 57:20                   | +5:17                   |
| 6                             | Jan Kučera              | USK Praha                | 1:05:08                 | +6:59                   | 6                 | Anna Podrábská          | Slavia Liberec orienteering | 1:08:55                 | +16:52                  |
| 7                             | Jaroslav Rygl           | VSK Mendelu Brno         | 1:07:01                 | +8:52                   | 7                 | Dagmar Musilová         | SKOB Zlín                   | 1:10:41                 | +18:38                  |
| 8                             | Marek Prášil            | OK Jihlava               | 1:08:15                 | +10:06                  | 8                 | Jitka Hauerlandová      | USK Praha                   | 1:22:57                 | +30:54                  |
| 9                             | (?)                     |                          |                         |                         | 9                 | Eva Švandová            | SK Žabovřesky Brno          | 1:19:25                 | +27:22                  |
| 10                            | Václav Zakouřil         | USK Praha                | 1:10:32                 | +12:23                  | 10                | Erika Pařízková         | USK Praha                   | 1:22:57                 | +30:54                  |
| Pořadí                        | H20 – junioři           | H20 – junioři            | H20 – junioři           | H20 – junioři           | Pořadí            | D20 – juniorky          | D20 – juniorky              | D20 – juniorky          | D20 – juniorky          |
| Zlatá medaile                 | Vladimír Lučan          | Sportcentrum Jičín       | 57:03                   |                         | Zlatá medaile     | Petra Borůvková         | OK Jilemnice                | 46:42                   |                         |
| Stříbrná medaile              | Luboš Matějů            | USK Praha                | 57:52                   | +0:49                   | Stříbrná medaile  | Kateřina Pracná         | Silicon Graphics Brno       | 55:55                   | +9:13                   |
| Bronzová medaile              | Aleš Jirásek            | OK Lokomotiva Pardubice  | 58:12                   | +1:09                   | Bronzová medaile  | Kristýna Kupcová        | Horizont klub Šumperk       | 56:00                   | +9:18                   |
| Pořadí                        | H18 – starší dorostenci | H18 – starší dorostenci  | H18 – starší dorostenci | H18 – starší dorostenci | Pořadí            | D18 – starší dorostenky | D18 – starší dorostenky     | D18 – starší dorostenky | D18 – starší dorostenky |
| Zlatá medaile                 | Zdeněk Procházka        | Oddíl OB Kotlářka        | 52:51                   |                         | Zlatá medaile     | Barbora Chudíková       | OK Jilemnice                | 40:15                   |                         |
| Stříbrná medaile              | Jan Hovorka             | OK Lokomotiva Pardubice  | 55:31                   | +2:40                   | Stříbrná medaile  | Zuzana Klapková         | SKP Hradec Králové          | 43:50                   | +3:35                   |
| Bronzová medaile              | Pavel Hovorka           | OK Lokomotiva Pardubice  | 1:02:10                 | +9:19                   | Bronzová medaile  | Lenka Klimplová         | OK Lokomotiva Pardubice     | 45:08                   | +4:53                   |
| Pořadí                        | H16 – mladší dorostenci | H16 – mladší dorostenci  | H16 – mladší dorostenci | H16 – mladší dorostenci | Pořadí            | D16 – mladší dorostenky | D16 – mladší dorostenky     | D16 – mladší dorostenky | D16 – mladší dorostenky |
| Zlatá medaile                 | Jiří Kazda              | Sportcentrum Jičín       | 46:47                   |                         | Zlatá medaile     | Monika Topinková        | SK OK 24 Praha              | 36:11                   |                         |
| Stříbrná medaile              | Tomáš Udržal            | OK Lokomotiva Pardubice  | 46:59                   | +0:12                   | Stříbrná medaile  | Zuzana Klimplová        | OK Lokomotiva Pardubice     | 43:26                   | +7:15                   |
| Bronzová medaile              | Jaromír Vlach           | SOB Olomouc              | 56:10                   | +9:23                   | Bronzová medaile  | Vendula Klechová        | OK Jilemnice                | 45:50                   | +9:39                   |
| << předchozí • následující >> |                         |                          |                         |                         |                   |                         |                             |                         |                         |

Souhrnné informace naleznete v článku Mistrovství České republiky v nočním orientačním běhu.

## Mistrovství ČR na dlouhé trati
| Datum závodu   | 27. 4. 1996        |  | Místo konání    | Seletice • aréna |  | Pořadatel       | VŠTJ Ekonom Praha |
| Ředitel závodu |                    |  | Hlavní rozhodčí |                  |  | Stavitelé tratí | Miroslav Seidl    |
| Název mapy     | Štaflík + Špagetka |  | Web závodu      |                  |  | Výsledky závodu |                   |

| Zkrácené výsledky             | Zkrácené výsledky       | Zkrácené výsledky            | Zkrácené výsledky       | Zkrácené výsledky       | Zkrácené výsledky | Zkrácené výsledky       | Zkrácené výsledky          | Zkrácené výsledky       | Zkrácené výsledky       |
| Pořadí                        | H21 – muži              | H21 – muži                   | H21 – muži              | H21 – muži              | Pořadí            | D21 – ženy              | D21 – ženy                 | D21 – ženy              | D21 – ženy              |
| ----------------------------- | ----------------------- | ---------------------------- | ----------------------- | ----------------------- | ----------------- | ----------------------- | -------------------------- | ----------------------- | ----------------------- |
| Zlatá medaile                 | Rudolf Ropek            | Dukla Liberec                | 2:22:54                 |                         | Zlatá medaile     | Jana Cieslarová         | Slezská univerzita Ostrava | 1:47:34                 |                         |
| Stříbrná medaile              | Martin Sadílek          | SKOB Zlín                    | 2:30:35                 | +7:41                   | Stříbrná medaile  | Iveta Liberdová         | TJ TŽ Třinec               | 1:51:53                 | +4:19                   |
| Bronzová medaile              | Zdeněk Zikmund          | Sportcentrum Jičín           | 2:32:29                 | +9:35                   | Bronzová medaile  | Šárka Valášková         | USK Praha                  | 1:52:30                 | +4:56                   |
| 4                             | Zdeněk Zuzánek          | OOB TJ Tatran Jablonec n. N. | 2:33:01                 | +10:07                  | 4                 | Olga Jirsová            | OK Jiskra Nový Bor         | 1:53:08                 | +5:34                   |
| 5                             | Tomáš Podmolík          | SKOB Zlín                    | 2:34:33                 | +11:39                  | 5                 | Mária Honzová           | Slezská univerzita Ostrava | 1:53:13                 | +5:39                   |
| 6                             | Petr Bořánek            | USK Praha                    | 2:35:22                 | +12:28                  | 6                 | Iva Knapová             | OK Lokomotiva Pardubice    | 1:54:50                 | +7:16                   |
| 7                             | Evžen Pekárek           | SKOB Zlín                    | 2:36:29                 | +13:35                  | 7                 | Kateřina Tichá          | OK Jiskra Nový Bor         | 2:00:06                 | +12:32                  |
| 8                             | Pavel Košárek           | VSK VŠB TU Ostrava           | 2:36:50                 | +13:56                  | 8                 | Dagmar Musilová         | SKOB Zlín                  | 2:00:32                 | +12:58                  |
| 9                             | Michal Jedlička         | OK Slavia Hradec Králové     | 2:37:27                 | +14:33                  | 9                 | Marcela Kubatková       | VSK VŠB TU Ostrava         | 2:00:54                 | +13:20                  |
| 10                            | Václav Zakouřil         | USK Praha                    | 2:41:51                 | +18:57                  | 10                | Hana Holinková-Třísková | Silicon Graphics Brno      | 2:01:00                 | +13:26                  |
| Pořadí                        | H20 – junioři           | H20 – junioři                | H20 – junioři           | H20 – junioři           | Pořadí            | D20 – juniorky          | D20 – juniorky             | D20 – juniorky          | D20 – juniorky          |
| Zlatá medaile                 | Michal Besta            | VSK VŠB TU Ostrava           | 1:58:51                 |                         | Zlatá medaile     | Kateřina Mikšová        | SK Praga                   | 1:33:23                 |                         |
| Stříbrná medaile              | Michal Horáček          | OK Chrastava                 | 2:00:10                 | +1:19                   | Stříbrná medaile  | Kateřina Pracná         | Silicon Graphics Brno      | 1:38:21                 | +4:58                   |
| Bronzová medaile              | Jan Krejčí              | KOS TJ Tesla Brno            | 2:00:27                 | +1:36                   | Bronzová medaile  | Pavla Fialová           | OK Jilemnice               | 1:38:49                 | +5:26                   |
| Pořadí                        | H18 – starší dorostenci | H18 – starší dorostenci      | H18 – starší dorostenci | H18 – starší dorostenci | Pořadí            | D18 – starší dorostenky | D18 – starší dorostenky    | D18 – starší dorostenky | D18 – starší dorostenky |
| Zlatá medaile                 | Radek Ticháček          | Sportcentrum Jičín           | 1:31:09                 |                         | Zlatá medaile     | Barbora Chudíková       | OK Jilemnice               | 1:20:56                 |                         |
| Stříbrná medaile              | Petr Losman             | SKP Hradec Králové           | 1:32:46                 | +1:37                   | Stříbrná medaile  | Zdenka Stará            | TJ Baník Ostrava OKD       | 1:21:09                 | +0:13                   |
| Bronzová medaile              | Radovan Čech            | KOS TJ Tesla Brno            | 1:34:06                 | +2:57                   | Bronzová medaile  | Zuzana Macúchová        | Oddíl OB Kotlářka          | 1:21:40                 | +0:44                   |
| << předchozí • následující >> |                         |                              |                         |                         |                   |                         |                            |                         |                         |

Souhrnné informace naleznete v článku Mistrovství České republiky v orientačním běhu na dlouhé trati.

## Mistrovství ČR na klasické trati
| Datum závodu   | 21. 9. 1996 |  | Místo konání    | Sloup v Čechách • aréna |  | Pořadatel       | OK Jiskra Nový Bor |
| Ředitel závodu |             |  | Hlavní rozhodčí |                         |  | Stavitelé tratí | Miroslav Beránek   |
| Název mapy     | Modlivý důl |  | Web závodu      |                         |  | Výsledky závodu |                    |

| Zkrácené výsledky             | Zkrácené výsledky       | Zkrácené výsledky        | Zkrácené výsledky       | Zkrácené výsledky       | Zkrácené výsledky | Zkrácené výsledky       | Zkrácené výsledky            | Zkrácené výsledky       | Zkrácené výsledky       |
| Pořadí                        | H21 – muži              | H21 – muži               | H21 – muži              | H21 – muži              | Pořadí            | D21 – ženy              | D21 – ženy                   | D21 – ženy              | D21 – ženy              |
| ----------------------------- | ----------------------- | ------------------------ | ----------------------- | ----------------------- | ----------------- | ----------------------- | ---------------------------- | ----------------------- | ----------------------- |
| Zlatá medaile                 | Rudolf Ropek            | Dukla Liberec            | 1:26:28                 |                         | Zlatá medaile     | Iveta Liberdová         | TJ TŽ Třinec                 | 1:19:35                 |                         |
| Stříbrná medaile              | Tomáš Prokeš            | Dukla Liberec            | 1:26:29                 | +0:01                   | Stříbrná medaile  | Šárka Valášková         | USK Praha                    | 1:19:54                 | +0:19                   |
| Bronzová medaile              | Václav Zakouřil         | USK Praha                | 1:32:13                 | +5:45                   | Bronzová medaile  | Iva Knapová             | OK Lokomotiva Pardubice      | 1:20:22                 | +0:47                   |
| 4                             | Martin Sadílek          | SKOB Zlín                | 1:32:30                 | +6:02                   | 4                 | Marcela Kubatková       | VSK VŠB TU Ostrava           | 1:22:58                 | +3:23                   |
| 5                             | Tomáš Podmolík          | SKOB Zlín                | 1:32:35                 | +6:07                   | 5                 | Hana Lejsková           | SK OK 24 Praha               | 1:23:44                 | +4:09                   |
| 6                             | Michal Jedlička         | OK Slavia Hradec Králové | 1:34:28                 | +8:00                   | 6                 | Olga Jirsová            | OK Jiskra Nový Bor           | 1:25:09                 | +5:34                   |
| 7                             | Aleš Drahoňovský        | OK Jiskra Nový Bor       | 1:34:39                 | +8:11                   | 7                 | Marcela Klapalová       | SOOB Spartak Rychnov n.Kn.   | 1:26:31                 | +6:56                   |
| 8                             | Libor Zřídkaveselý      | Dukla Liberec            | 1:35:29                 | +9:01                   | 8                 | Hana Holinková-Třísková | Silicon Graphics Brno        | 1:26:59                 | +7:24                   |
| 8                             | Miroslav Seidl          | VŠTJ Ekonom Praha        | 1:35:29                 | +9:01                   | 9                 | Věra Pařízková          | OOB TJ Tatran Jablonec n. N. | 1:27:14                 | +7:39                   |
| 10                            | Kamil Arnošt            | USK Praha                | 1:35:31                 | +9:03                   | 10                | Iva Navrátilová         | SKP Hradec Králové           | 1:27:54                 | +8:19                   |
| Pořadí                        | H20 – junioři           | H20 – junioři            | H20 – junioři           | H20 – junioři           | Pořadí            | D20 – juniorky          | D20 – juniorky               | D20 – juniorky          | D20 – juniorky          |
| Zlatá medaile                 | Luboš Matějů            | USK Praha                | 1:06:51                 |                         | Zlatá medaile     | Kateřina Mikšová        | SK Praga                     | 1:12:03                 |                         |
| Stříbrná medaile              | Vladimír Lučan          | Sportcentrum Jičín       | 1:07:00                 | +0:09                   | Stříbrná medaile  | Kateřina Pracná         | Silicon Graphics Brno        | 1:13:28                 | +1:25                   |
| Bronzová medaile              | Michal Besta            | VSK VŠB TU Ostrava       | 1:09:45                 | +2:54                   | Bronzová medaile  | Renata Havrdová         | Sportcentrum Jičín           | 1:19:58                 | +7:55                   |
| Pořadí                        | H18 – starší dorostenci | H18 – starší dorostenci  | H18 – starší dorostenci | H18 – starší dorostenci | Pořadí            | D18 – starší dorostenky | D18 – starší dorostenky      | D18 – starší dorostenky | D18 – starší dorostenky |
| Zlatá medaile                 | Radek Ticháček          | Sportcentrum Jičín       | 56:16                   |                         | Zlatá medaile     | Eva Juřeníková          | SKOB Ostrava                 | 56:40                   |                         |
| Stříbrná medaile              | Zdeněk Procházka        | Oddíl OB Kotlářka        | 57:35                   | +1:19                   | Stříbrná medaile  | Zdenka Stará            | TJ Baník Ostrava OKD         | 58:55                   | +2:15                   |
| Bronzová medaile              | Štěpán Skripnik         | KOB TRETRA Praha         | 58:36                   | +2:20                   | Bronzová medaile  | Barbora Chudíková       | OK Jilemnice                 | 1:02:30                 | +5:50                   |
| Pořadí                        | H16 – mladší dorostenci | H16 – mladší dorostenci  | H16 – mladší dorostenci | H16 – mladší dorostenci | Pořadí            | D16 – mladší dorostenky | D16 – mladší dorostenky      | D16 – mladší dorostenky | D16 – mladší dorostenky |
| Zlatá medaile                 | Zbyněk Hora             | SK Praga                 | 57:16                   |                         | Zlatá medaile     | Vendula Klechová        | OK Jilemnice                 | 45:49                   |                         |
| Stříbrná medaile              | Jiří Kazda              | Sportcentrum Jičín       | 58:01                   | +0:45                   | Stříbrná medaile  | Zuzana Stehnová         | Oddíl OB Kotlářka            | 47:42                   | +1:53                   |
| Bronzová medaile              | Tomáš Slováček          | SKOB Zlín                | 1:00:09                 | +2:53                   | Bronzová medaile  | Anežka Jahnová          | TJ Opava                     | 52:22                   | +6:33                   |
| << předchozí • následující >> |                         |                          |                         |                         |                   |                         |                              |                         |                         |

Souhrnné informace naleznete v článku Mistrovství České republiky v orientačním běhu na klasické trati.

## Mistrovství ČR štafet
| Datum závodu   | 22. 9. 1996 |  | Místo konání    | Sosnová u České Lípy • aréna |  | Pořadatel       | OK Jiskra Nový Bor |
| Ředitel závodu |             |  | Hlavní rozhodčí |                              |  | Stavitelé tratí | Jaroslav Křtěnský  |
| Název mapy     | Sosnová     |  | Web závodu      |                              |  | Výsledky závodu |                    |

| Zkrácené výsledky             | Zkrácené výsledky                                                 | Zkrácené výsledky | Zkrácené výsledky | Zkrácené výsledky | Zkrácené výsledky                                                        | Zkrácené výsledky | Zkrácené výsledky | Zkrácené výsledky | Zkrácené výsledky |
| Pořadí                        | H21 – muži                                                        | H21 – muži        | H21 – muži        | Pořadí            | D21 – ženy                                                               | D21 – ženy        | D21 – ženy        |                   |                   |
| ----------------------------- | ----------------------------------------------------------------- | ----------------- | ----------------- | ----------------- | ------------------------------------------------------------------------ | ----------------- | ----------------- | ----------------- | ----------------- |
| Zlatá medaile                 | Dukla Liberec Libor Zřídkaveselý Tomáš Prokeš Rudolf Ropek        | 2:45:36           |                   | Zlatá medaile     | Slezská univerzita Ostrava Mária Honzová Iveta Liberdová Jana Cieslarová | 2:19:20           |                   |                   |                   |
| Stříbrná medaile              | USK Praha Tomáš Zakouřil Václav Zakouřil Kamil Arnošt             | 2:49:50           | +4:14             | Stříbrná medaile  | USK Praha Kristýna Bořánková Martina Horáčková Šárka Valášková           | 2:23:26           | +4:06             |                   |                   |
| Bronzová medaile              | USK Praha Pavel Horák Petr Bořánek Jan Gajda                      | 2:50:10           | +4:34             | Bronzová medaile  | SKOB Ostrava Gabriela Orálková Pavla Fialová Eva Juřeníková              | 2:25:02           | +5:42             |                   |                   |
| 4                             | VSK VŠB TU Ostrava Richard Klech Marek Janků Pavel Košárek        | 2:50:37           | +5:01             | 4                 | OK Lokomotiva Pardubice Erika Čepelková Lenka Kronesová Iva Knapová      | 2:30:37           | +11:17            |                   |                   |
| 5                             | USK Praha Jan Kučera Petr Kozák Luboš Matějů                      | 2:50:37           | +5:01             | 5                 | SK OK 24 Praha Veronika Hlinková Kateřina Šulcová Hana Lejsková          | 2:30:41           | +11:21            |                   |                   |
| Pořadí                        | H18 – dorostenci                                                  | H18 – dorostenci  | H18 – dorostenci  | Pořadí            | D18 – dorostenky                                                         | D18 – dorostenky  | D18 – dorostenky  |                   |                   |
| Zlatá medaile                 | KOB TRETRA Praha Štěpán Skripnik František David Zdeněk Procházka | 2:18:26           |                   | Zlatá medaile     | OK Jilemnice Vendula Klechová Gabriela Kalibánová Barbora Chudíková      | 1:27:53           |                   |                   |                   |
| Stříbrná medaile              | OK Lokomotiva Pardubice Jan Hovorka Pavel Hovorka Libor Kříž      | 2:20:18           | +1:52             | Stříbrná medaile  | Oddíl OB Kotlářka Barbora Waldová Zuzana Stehnová Zuzana Macúchová       | 1:28:49           | +0:56             |                   |                   |
| Bronzová medaile              | SKP Hradec Králové Petr Pompach Michal Tihon Petr Losman          | 2:25:36           | +7:10             | Bronzová medaile  | Oddíl OB Kotlářka Lucie Waldová Silvie Hojná Barbora Špičáková           | 1:35:47           | +7:54             |                   |                   |
| << předchozí • následující >> |                                                                   |                   |                   |                   |                                                                          |                   |                   |                   |                   |

Souhrnné informace naleznete v článku Mistrovství České republiky v orientačním běhu štafet.

## Mistrovství ČR na krátké trati
| Datum závodu   | 28. 9. 1996           |  | Místo konání    | Budislav • aréna |  | Pořadatel       | OOB SK Chrast            |
| Ředitel závodu |                       |  | Hlavní rozhodčí |                  |  | Stavitelé tratí | Josef Vítek, Pavel Vítek |
| Název mapy     | Vochomůrka + Křemílek |  | Web závodu      |                  |  | Výsledky závodu |                          |

| Zkrácené výsledky             | Zkrácené výsledky       | Zkrácené výsledky            | Zkrácené výsledky       | Zkrácené výsledky       | Zkrácené výsledky | Zkrácené výsledky       | Zkrácené výsledky          | Zkrácené výsledky       | Zkrácené výsledky       |
| Pořadí                        | H21 – muži              | H21 – muži                   | H21 – muži              | H21 – muži              | Pořadí            | D21 – ženy              | D21 – ženy                 | D21 – ženy              | D21 – ženy              |
| ----------------------------- | ----------------------- | ---------------------------- | ----------------------- | ----------------------- | ----------------- | ----------------------- | -------------------------- | ----------------------- | ----------------------- |
| Zlatá medaile                 | Rudolf Ropek            | Dukla Liberec                | 25:32                   |                         | Zlatá medaile     | Jana Cieslarová         | Slezská univerzita Ostrava | 27:48                   |                         |
| Stříbrná medaile              | Kamil Arnošt            | USK Praha                    | 28:40                   | +3:08                   | Stříbrná medaile  | Šárka Valášková         | USK Praha                  | 27:54                   | +0:06                   |
| Bronzová medaile              | Michal Jedlička         | OK Slavia Hradec Králové     | 29:04                   | +3:32                   | Bronzová medaile  | Olga Jirsová            | OK Jiskra Nový Bor         | 28:02                   | +0:14                   |
| 4                             | Martin Štěpánek         | Silicon Graphics Brno        | 29:05                   | +3:33                   | 4                 | Iveta Liberdová         | TJ TŽ Třinec               | 28:10                   | +0:22                   |
| 5                             | Petr Utinek             | OK Jiskra Nový Bor           | 29:06                   | +3:34                   | 5                 | Iva Knapová             | OK Lokomotiva Pardubice    | 28:25                   | +0:37                   |
| 6                             | Martin Sadílek          | SKOB Zlín                    | 29:09                   | +3:37                   | 6                 | Marcela Kubatková       | VSK VŠB TU Ostrava         | 29:47                   | +1:59                   |
| 7                             | Pavel Košárek           | VSK VŠB TU Ostrava           | 29:18                   | +3:46                   | 7                 | Marcela Klapalová       | SOOB Spartak Rychnov n.Kn. | 29:51                   | +2:03                   |
| 8                             | Libor Zřídkaveselý      | Dukla Liberec                | 29:37                   | +4:05                   | 8                 | Martina Horáčková       | USK Praha                  | 30:16                   | +2:28                   |
| 9                             | Petr Kozák              | USK Praha                    | 29:47                   | +4:15                   | 9                 | Lenka Rázková           | VŠTJ Ekonom Praha          | 30:27                   | +2:39                   |
| 10                            | Zdeněk Zuzánek          | OOB TJ Tatran Jablonec n. N. | 29:47                   | +4:15                   | 10                | Kateřina Šulcová        | SK OK 24 Praha             | 31:57                   | +4:09                   |
| Pořadí                        | H20 – junioři           | H20 – junioři                | H20 – junioři           | H20 – junioři           | Pořadí            | D20 – juniorky          | D20 – juniorky             | D20 – juniorky          | D20 – juniorky          |
| Zlatá medaile                 | Luboš Matějů            | USK Praha                    | 25:06                   |                         | Zlatá medaile     | Bohdana Térová          | OK Doksy                   | 27:26                   |                         |
| Stříbrná medaile              | Ivo Habán               | KOS TJ Tesla Brno            | 27:07                   | +2:01                   | Stříbrná medaile  | Hana Ryglová            | Silicon Graphics Brno      | 27:53                   | +0:27                   |
| Bronzová medaile              | Michal Besta            | VSK VŠB TU Ostrava           | 27:20                   | +2:14                   | Bronzová medaile  | Věra Kvapilová          | OOB TJ Turnov              | 28:02                   | +0:36                   |
| Pořadí                        | H18 – starší dorostenci | H18 – starší dorostenci      | H18 – starší dorostenci | H18 – starší dorostenci | Pořadí            | D18 – starší dorostenky | D18 – starší dorostenky    | D18 – starší dorostenky | D18 – starší dorostenky |
| Zlatá medaile                 | Radek Ticháček          | Sportcentrum Jičín           | 20:57                   |                         | Zlatá medaile     | Eva Juřeníková          | SKOB Ostrava               | 21:21                   |                         |
| Stříbrná medaile              | Radovan Čech            | KOS TJ Tesla Brno            | 21:20                   | +0:23                   | Stříbrná medaile  | Zuzana Macúchová        | Oddíl OB Kotlářka          | 23:20                   | +1:59                   |
| Bronzová medaile              | Jan Hovorka             | OK Lokomotiva Pardubice      | 22:03                   | +1:06                   | Bronzová medaile  | Lenka Klimplová         | OK Lokomotiva Pardubice    | 23:47                   | +2:26                   |
| Pořadí                        | H16 – mladší dorostenci | H16 – mladší dorostenci      | H16 – mladší dorostenci | H16 – mladší dorostenci | Pořadí            | D16 – mladší dorostenky | D16 – mladší dorostenky    | D16 – mladší dorostenky | D16 – mladší dorostenky |
| Zlatá medaile                 | Michal Smola            | SKOB Zlín                    | 20:17                   |                         | Zlatá medaile     | Vendula Klechová        | OK Jilemnice               | 18:56                   |                         |
| Stříbrná medaile              | Jiří Kazda              | Sportcentrum Jičín           | 20:25                   | +0:08                   | Stříbrná medaile  | Zuzana Stehnová         | Oddíl OB Kotlářka          | 21:02                   | +2:06                   |
| Bronzová medaile              | Zbyněk Hora             | SK Praga                     | 20:29                   | +0:12                   | Bronzová medaile  | Lenka Rybářová          | SKP Hradec Králové         | 23:48                   | +4:52                   |
| << předchozí • následující >> |                         |                              |                         |                         |                   |                         |                            |                         |                         |

Souhrnné informace naleznete v článku Mistrovství České republiky v orientačním běhu na krátké trati.

## Mistrovství ČR klubů a oblastních výběrů
| Datum závodu   | 29. 9. 1996 |  | Místo konání    | Budislav • aréna |  | Pořadatel       | OOB SK Chrast   |
| Ředitel závodu |             |  | Hlavní rozhodčí |                  |  | Stavitelé tratí | Radan Kamenický |
| Název mapy     | Křemílek    |  | Web závodu      |                  |  | Výsledky závodu |                 |

| Zkrácené výsledky             | Zkrácené výsledky | Zkrácené výsledky | Zkrácené výsledky | Zkrácené výsledky | Zkrácené výsledky | Zkrácené výsledky | Zkrácené výsledky | Zkrácené výsledky | Zkrácené výsledky |
| Pořadí                        | DH21 - dospělí | DH21 - dospělí    | DH21 - dospělí    | Pořadí            | DH18 - dorost | DH18 - dorost     | DH18 - dorost     |                   |                   |
| ----------------------------- | --- | ----------------- | ----------------- | ----------------- | --- | ----------------- | ----------------- | ----------------- | ----------------- |
| Zlatá medaile                 | VSK VŠB TU Ostrava Michal Besta Šárka Kašparová Pavel Košárek Pavla Sedlářová Marek Janků Marcela Kubatková Richard Klech  | 5:46:52           |                   | Zlatá medaile     | SKP Hradec Králové Miroslav Gebas Lucie Melounková Michal Tihon Lenka Rybářová Petr Pompach Zuzana Klapková Petr Losman | 4:49:40           |                   |                   |                   |
| Stříbrná medaile              | SKOB Zlín Tomáš Podmolík Jana Hájová Pavel Žemlík Radka Šenkýřová Evžen Pekárek Dagmar Musilová Martin Sadílek             | 5:48:32           | +1:40             | Stříbrná medaile  | OK Lokomotiva Pardubice Tomáš Udržal Eva Vlčovská Pavel Hovorka Zuzana Klimplová Jan Hovorka Lenka Klimplová Libor Kříž | 4:52:44           | +3:04             |                   |                   |
| Bronzová medaile              | USK Praha Tomáš Zakouřil Kristýna Bořánková Václav Zakouřil Martina Horáčková Petr Bořánek Šárka Valášková Kamil Arnošt    | 5:48:38           | +1:46             | Bronzová medaile  | Oddíl OB Kotlářka Jan Mrázek Zuzana Macúchová Jiří Mrázek Barbora Waldová Miroslav Kovář Zuzana Stehnová Ondřej Čakrt   | 5:00:29           | +10:49            |                   |                   |
| 4                             | SK OK 24 Praha Tomáš Janovský Veronika Hlinková Martin Kondrát Kateřina Šulcová Petr Henych Hana Lejsková Martin Tichovský | 5:52:47           | +5:55             | 4                 | OK Jilemnice Jaroslav Hubáček Gabriela Kalibánová Martin Junek Vendula Klechová Aleš Rázek Barbora Chudíková Petr Junek | 5:06:28           | +16:48            |                   |                   |
| 5                             | OK Jiskra Nový Bor Tomáš Vácha Kateřina Švihovská Petr Utinek Kateřina Tichá Michal Horáček Olga Jirsová Aleš Drahoňovský  | 6:04:11           | +17:19            | 5                 | Sportcentrum Jičín Ondřej Kazda Martina Volfová Jiří Kazda Eva Mašínová Tomáš Kalenský Gabriela Savičová Radek Ticháček | 5:12:20           | +22:40            |                   |                   |
| << předchozí • následující >> | |                   |                   |                   | |                   |                   |                   |                   |

Souhrnné informace naleznete v článku Mistrovství České republiky v orientačním běhu klubů a oblastních výběrů.